# Gornje Ceranje
Gornje Ceranje falu Horvátországban Zára megyében. Közigazgatásilag Benkovachoz tartozik.

## Fekvése
Zárától légvonalban 35, közúton 44 km-re délkeletre, községközpontjától légvonalban 6, közúton 9 km-re délre Dalmácia északi részén, Ravni kotar területén, a Zágráb-Split autópálya mellett fekszik.

## Története
Ceranje neve már a 11. században feltűnik „Cerani” alakban. A 15. századtól velencei uralom alatt állt. 1527-ben a környező településekkel együtt elfoglalta a török. A török uralom 1683-ig tartott, amikor hosszú felszabadító harcok után a megszállókat elűzték. Ezzel párhuzamosan új népesség költözött be az üresen hagyott területre, mely pravoszláv (tulajdonképpen szerb) volt, akiket a korabeli velencei források vlachoknak, illetve morlakoknak neveznek. 1797-ig a Velencei Köztársaság része volt. Miután a francia seregek felszámolták a Velencei Köztársaságot és a campo formiói béke értelmében osztrák csapatok szállták meg. 1806-ban a pozsonyi béke alapján az Első Francia Császárság Illír Tartományának része lett. 1815-ben a bécsi kongresszus újra Ausztriának adta, amely a Dalmát Királyság részeként Zárából igazgatta 1918-ig. A településnek 1880-ban 168, 1910-ben 256 lakosa volt. Az első világháború után előbb a Szerb-Horvát-Szlovén Királyság, majd Jugoszlávia része lett. A második világháború idején 1941-ben a szomszédos településekkel együtt Olaszország fennhatósága alá került. Az 1943. szeptemberi olasz kapituláció után visszatért Horvátországhoz, majd újra Jugoszlávia része lett. 1991-ben lakosságának 80 százaléka szerb, 12 százaléka horvát nemzetiségű volt. 1991 szeptemberében szerb lakói csatlakoztak a Krajinai Szerb Köztársasághoz és a település szerb igazgatás alá került. 1995 augusztusában a Vihar hadművelet során foglalta vissza a horvát hadsereg. Szerb lakossága elmenekült, később csak kevesen  tértek vissza. A településnek 2011-ben 62 lakosa volt, akik főként mezőgazdasággal és állattartással foglalkoztak.

## Lakosság
| Lakosság változása | Lakosság változása | Lakosság változása | Lakosság változása | Lakosság változása | Lakosság változása | Lakosság változása | Lakosság változása | Lakosság változása | Lakosság változása | Lakosság változása | Lakosság változása | Lakosság változása | Lakosság változása | Lakosság változása | Lakosság változása |
| ------------------ | ------------------ | ------------------ | ------------------ | ------------------ | ------------------ | ------------------ | ------------------ | ------------------ | ------------------ | ------------------ | ------------------ | ------------------ | ------------------ | ------------------ | ------------------ |
| 1857               | 1869               | 1880               | 1890               | 1900               | 1910               | 1921               | 1931               | 1948               | 1953               | 1961               | 1971               | 1981               | 1991               | 2001               | 2011               |
| 0                  | 0                  | 168                | 172                | 181                | 256                | 0                  | 0                  | 326                | 358                | 399                | 330                | 326                | 316                | 61                 | 62                 |

## Nevezetességei
Szent Illés próféta tiszteletére szentelt szerb pravoszláv temploma 1712-ben épült. Egyhajós épület, homlokzata felett pengefalas harangépítménnyel, benne két haranggal. A templom körül temető található.